# Campionati tedeschi di sci alpino 2003
I Campionati tedeschi di sci alpino 2003 si sono svolti a Innerkrems (in Austria) e a Todtnau dal 21 al 30 marzo. Il programma ha incluso gare di discesa libera, supergigante, slalom gigante e slalom speciale, tutte sia maschili sia femminili.
Trattandosi di competizioni valide anche ai fini del punteggio FIS, vi hanno partecipato anche sciatori di altre federazioni, senza che questo consentisse loro di concorrere al titolo nazionale tedesco.

## Risultati

### Uomini

#### Discesa libera
| Pos. | Atleta            | Nazione  | Tempo   |
| ---- | ----------------- | -------- | ------- |
| 1    | Primož Skerbinek  | Slovenia | 1:13,68 |
| 1    | Stefan Stankalla  | Germania | 1:13,68 |
| 3    | Peter Pen         | Slovenia | 1:13,84 |
| 4    | Gregor Šparovec   | Slovenia | 1:13,92 |
| 5    | Florian Schneider | Germania | 1:14,25 |
| 6    | Peter Strodl      | Germania | 1:14,41 |
| 7    | Jernej Koblar     | Slovenia | 1:14,62 |
| 8    | Tobias Stechert   | Germania | 1:14,82 |
| 9    | Rok Perko         | Slovenia | 1:14,87 |
| 9    | Johannes Stehle   | Germania | 1:14,87 |

Data: 27 marzo

Località: Innerkrems

#### Supergigante
| Pos. | Atleta            | Nazione   | Tempo   |
| ---- | ----------------- | --------- | ------- |
| 1    | Jernej Koblar     | Slovenia  | 1:23,76 |
| 2    | Petr Záhrobský    | Rep. Ceca | 1:24,25 |
| 3    | Andrej Jerman     | Slovenia  | 1:24,27 |
| 4    | Claus Marschnig   | Austria   | 1:24,34 |
| 5    | Stefan Stankalla  | Germania  | 1:24,40 |
| 6    | Kurt Sulzenbacher | Italia    | 1:24,55 |
| 7    | Peter Pen         | Slovenia  | 1:24,81 |
| 8    | Wolfgang Rieder   | Germania  | 1:25,09 |
| 9    | Gregor Šparovec   | Slovenia  | 1:25,21 |
| 10   | Stephan Keppler   | Germania  | 1:26,66 |

Data: 29 marzo

Località: Innerkrems

#### Slalom gigante
| Pos. | Atleta           | Nazione       | Tempo   |
| ---- | ---------------- | ------------- | ------- |
| 1    | Markus Eberle    | Germania      | 1:37,26 |
| 2    | Martin Lampert   | Liechtenstein | 1:38,35 |
| 3    | Johannes Stehle  | Germania      | 1:38,47 |
| 4    | Andreas Ertl     | Germania      | 1:38,51 |
| 5    | Marco Pastore    | Germania      | 1:38,82 |
| 6    | Roman Ränke      | Germania      | 1:38,94 |
| 7    | Räto Casanova    | Svizzera      | 1:38,95 |
| 8    | Jörg Spörri      | Svizzera      | 1:39,92 |
| 9    | Felix Neureuther | Germania      | 1:40,00 |
| 10   | Steffen Rüttiger | Germania      | 1:40,65 |

Data: 21 marzo

Località: Todtnau

#### Slalom speciale
| Pos. | Atleta              | Nazione       | Tempo   |
| ---- | ------------------- | ------------- | ------- |
| 1    | Felix Neureuther    | Germania      | 1:34,25 |
| 2    | Alois Vogl          | Germania      | 1:34,80 |
| 3    | Markus Eberle       | Germania      | 1:35,01 |
| 4    | Stefan Kogler       | Germania      | 1:35,97 |
| 5    | Christian Wanninger | Germania      | 1:36,25 |
| 6    | Raphael Himmelsbach | Germania      | 1:38,21 |
| 7    | Jan-Florian Ulmer   | Germania      | 1:38,25 |
| 8    | Martin Lampert      | Liechtenstein | 1:39,18 |
| 9    | Bernard Rohr        | Svizzera      | 1:39,22 |
| 10   | Christian Jenny     | Svizzera      | 1:39,62 |

Data: 22 marzo

Località: Todtnau

### Donne

#### Discesa libera
| Pos. | Atleta           | Nazione  | Tempo   |
| ---- | ---------------- | -------- | ------- |
| 1    | Stefanie Stemmer | Germania | 1:17,03 |
| 2    | Isabelle Huber   | Germania | 1:17,67 |
| 3    | Ellen Hild       | Germania | 1:17,81 |
| 4    | Petra Haltmayr   | Germania | 1:17,97 |
| 5    | Gina Stechert    | Germania | 1:18,88 |
| 6    | Susanne Beer     | Germania | 1:18,95 |
| 7    | Melanie Stich    | Germania | 1:19,25 |
| 8    | Monika Springl   | Germania | 1:19,50 |
| 9    | Fanny Chmelar    | Germania | 1:19,59 |
| 10   | Franziska Beil   | Germania | 1:19,80 |

Data: 27 marzo

Località: Innerkrems

#### Supergigante
| Pos. | Atleta              | Nazione   | Tempo   |
| ---- | ------------------- | --------- | ------- |
| 1    | Martina Ertl        | Germania  | 1:12,39 |
| 2    | Petra Haltmayr      | Germania  | 1:12,48 |
| 3    | Katharina Dorner    | Austria   | 1:12,76 |
| 3    | Maria Riesch        | Germania  | 1:12,76 |
| 5    | Šárka Záhrobská     | Rep. Ceca | 1:12,94 |
| 6    | Kathrin Wilhelm     | Austria   | 1:13,06 |
| 7    | Ellen Hild          | Germania  | 1:13,10 |
| 8    | Kerstin Reisenhofer | Austria   | 1:13,18 |
| 9    | Karin Blaser        | Austria   | 1:13,50 |
| 10   | Fanny Chmelar       | Germania  | 1:13,54 |

Data: 29 marzo

Località: Innerkrems

#### Slalom gigante
| Pos. | Atleta            | Nazione  | Tempo   |
| ---- | ----------------- | -------- | ------- |
| 1    | Martina Ertl      | Germania | 1:43,11 |
| 2    | Annemarie Gerg    | Germania | 1:44,65 |
| 3    | Maria Grabner     | Austria  | 1:46,50 |
| 4    | Susanne Beer      | Germania | 1:46,60 |
| 5    | Gina Stechert     | Germania | 1:46,95 |
| 6    | Valentina Flütsch | Svizzera | 1:47,10 |
| 7    | Sibylle Brauner   | Germania | 1:47,93 |
| 8    | Jennifer Tank     | Germania | 1:47,99 |
| 9    | Veronika Staber   | Germania | 1:48,62 |
| 10   | Franziska Beil    | Germania | 1:48,69 |

Data: 23 marzo

Località: Todtnau

#### Slalom speciale
| Pos. | Atleta               | Nazione  | Tempo   |
| ---- | -------------------- | -------- | ------- |
| 1    | Annemarie Gerg       | Germania | 1:39,44 |
| 2    | Maria Riesch         | Germania | 1:42,15 |
| 3    | Valentina Flütsch    | Svizzera | 1:43,56 |
| 4    | Jennifer Tank        | Germania | 1:44,08 |
| 5    | Maria Grabner        | Austria  | 1:44,14 |
| 6    | Gina Stechert        | Germania | 1:44,54 |
| 7    | Christina Fehrenbach | Germania | 1:44,83 |
| 8    | Katrin Wölfl         | Germania | 1:46,05 |
| 9    | Michaela Kell        | Germania | 1:46,95 |
| 10   | Franziska Beil       | Germania | 1:47,85 |

Data: 22 marzo

Località: Todtnau